# Ballinlass Incident
Als Ballinlass Incident wird die Zerstörung des Dorfes Ballinlass in Irland am 13. März 1846 und die polizeiliche Vertreibung aller 300 Einwohner von dort bezeichnet.

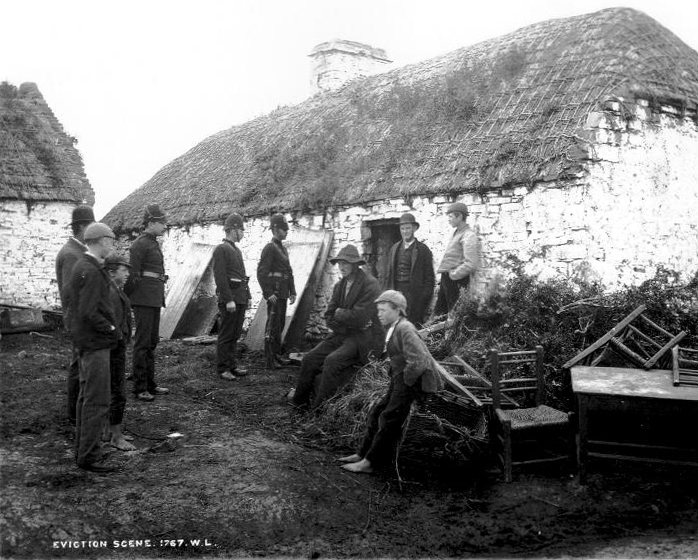
Vertreibung in Irland um 1879 („Land War“)

Irland war damals Teil des Königreiches Großbritannien und Irland, der Boden in Irland gehörte Großgrundbesitzern (Landlords). Die irischen Bauern bestellten als Pächter das Land, bauten darauf Getreide und Kartoffeln an und züchteten Vieh. Getreide und Vieh dienten zur Pachtzahlung an die Großgrundbesitzer. Zur eigenen Ernährung blieben den Bauern im Wesentlichen nur die Kartoffeln. Die Pächter hatten gegenüber den Grundbesitzern wenig rechtlichen Schutz.
Dieses System wurde während der Hungersnot 1845–1849 beibehalten, als die Kartoffelfäule die Kartoffelernte vernichtete. Vor den Augen der hungernden Bevölkerung wurden Getreide und tierische Produkte unter militärischer Bewachung aus Irland abtransportiert. Die Bauern, die in dieser Situation die Pacht nicht bezahlen konnten, wurden von Haus und Hof vertrieben und verloren damit jegliche Lebensgrundlage.
Die etwa 300 Einwohner des Dorfes Ballinlass im County Galway waren für damalige irische Verhältnisse relativ wohlhabend. Sie wollten die (in Verzug geratene) Pacht für ihr Land bezahlen. Dennoch wurden sie vertrieben, denn die Großgrundbesitzerin Marcella Gerrard, der das Land gehörte, wollte dort eine Viehfarm errichten. Die Bezahlung hatte sie abgelehnt. Am 13. März 1846 vertrieben Armee und Polizei die Menschen von Ballinlass und demolierten die Häuser des Dorfes. Die darauffolgende Nacht verbrachten die Vertriebenen in den Ruinen ihrer Häuser. Am nächsten Tag kamen Armee und Polizei deshalb wieder, um sie endgültig von dort zu verjagen. Den Nachbarn wurde verboten, ihnen Obdach zu gewähren.
Das Vorgehen wurde von der Regierung in London gerügt. Die englischen Zeitungen kritisierten die Vertreibung und stellten das Irische Pachtsystem in Frage. Dieses Ereignis ging unter der Bezeichnung Ballinlass Incident in die Geschichte ein. Es handelte sich nicht um einen Einzelfall; Zehntausende wurden in Irland zu jener Zeit vertrieben, wodurch Hunger und Elend verschärft wurden.
Die Siedlung ist heute eine Wüstung.